# Feuer István
Feuer István (Szentes, 1928. január 9. – Budapest, 2017. szeptember 12.) magyar vegyészmérnök, festékvegyész, szakíró, gyárigazgató, utazó.

## Családi háttér
Apja Feuer Lajos kereskedő volt a bácskai Moholon, anyja Menning Irma elemi, népiskolai tanítónő volt. Négyen voltak testvérek. 1951-ben megnősült. Első felesége Tóth Rózsa muzeológus, művészettörténész, a művészettörténeti tudományok kandidátusa, aki 1985-ben hunyt el. Fiuk Feuer Gábor, matematikus. Második felesége Szabó Csilla szociológus, kereskedő volt.

## Tanulmányok
Elemi iskoláit és a Toldy Miklós Gimnáziumot Budapesten végezte. 1946-ban kitüntetéssel érettségizett. 1950-ben az Eötvös Loránd Tudományegyetem Természettudományi karán szerzett vegyészmérnöki oklevelet. 

## Pályafutása
Friss diplomásként 1950-ben a Magyar Lakkfesték Ipari Vállalatnál állt munkába. 1955-ig beosztott vegyész, később mint műszakvezető. 1953-tól üzemvezető, 1954-től fődiszpécser, majd 1954-től főtechnológusi munkaköröket látott el. Fő feladata a vállalat jelentős gyártmányaival (Alkid-gyanta, zománcfesték, hajófenékfesték, olajlakk, speciális ipari célú festékek) kapcsolatos műszaki problémák megoldása volt.
E munkakörök ellátása révén megismerhette a szakma teljes spektrumát, és megalapozhatta az egész életét végigkísérő rendszerszemléletű gondolkodását és komplex irányítás képességét.
Pályafutásának állomásai látványos bizonyítékok arra, hogy a kutatástól, feltalálástól a gyártáselőkészítésig, a technológiai eljárásoktól a marketingig minden fázist egy rendszerként kezelt.
Pályafutásának főbb állomásai mindezt jól szemléltetik:  
1955-től a Vegyiműveket Tervező Vállalathoz (VEGYTERV) helyezték át, és az új lakkfestékgyár technológiai tervezésének irányítását bízták rá. E mellett részt vett a mosószerfejlesztésben is. (Nevéhez köthető pl. az ULTRA DAISY mosogatószer-márka.) A tiszaújvárosi gyár felépülése után visszahelyezték a Lakk- és Festékipari Vállalathoz.
1958-tól okleveles vegyészmérnökként bejegyezték a Hivatalos Szakértők Nyilvántartó Jegyzékébe. Kiemelt szakértői feladata volt a Chinoin Gyógyszer és Vegyészeti Termékek Gyárában az üzemi difil fűtőberendezés üzembe helyezése.
1961-ben kinevezték a Lakk és Festékipari kutatólaboratórium festékcsoport vezetőjének. Fő kutatási témája ebben az időszakban (1962) a lakkipari műgyantaoldatok optimális szűrési technológiájának kidolgozása.
1963-tól az akkor megalakult Vegyipari Trösztnél a technológiai és fejlesztési főosztályon dolgozott. 1967-től műszaki tanácsadó lett a tröszt kutatólaboratóriumában. Ezt követően a Budalakk Festék- és Műgyantagyár kereskedelmi főosztályvezetőjévé léptették elő. Ugyancsak a Budalakkban, 1979-től, a cég Alkalmazástechnikai- és Gyártásfejlesztési főosztályát irányította.
A Trilak ügyvezetője, Miavecz István írta 2017-ben: „Szakmai pályájának nagy részét a Budalakk Festék- és Műgyantagyárban töltötte, és 1988-tól a magyar-német vegyesvállalat, a Budalakk-Haering igazgatója, későbbi nevén a Total-Haering, majd Trilak-Haering piacvezető festékgyár ügyvezetője. Ő vezette be Magyarországon a MODAKRIL homlokzatfestéket. Vezetése alatt a budapesti gyár termelése és létszáma megháromszorozódott, a gyárat modernizálták. Létrehozta az ország és Közép-Európa vezető festékgyárát. A soroksári gyáregység egyike volt a Budalakk legrosszabb adottságú telephelyeinek, mégis tíz év alatt piacvezető lett. A néhány Trinát szín gyártása kibővült több termékkel és márkával, hogy mára a választékunk ezernél is több termékből állhasson. Ezek között Feuer István fáradozásának az eredménye a HÉRA márka létrehozása, és elindítása a piacvezetővé válás útján. Munkájának eredménye ma is köztünk él a Thermotek üzemben, vagy a már sokszínű Héra termékeinkben.”
Nyugdíjba vonulása után a gyár felügyelőbizottsági tagja, majd fejlesztési szakmai tanácsadója volt.

## Egyéb életrajzi adalékok
Feuer István hivatásából adódóan rendszeresen járt hivatalos, külföldi kiküldetéseken. Hosszabb időt töltött Algériában gyártástámogatóként, Libanonban üzletkötőként. A hivatalos- és magánutak során ötven országban járt. Érdeklődési területe az utazás, az olvasás, a filozófia, a nyelvtanulás és a klasszikus zene voltak. Szenvedélyesen kutatta Firenze városát, ennek eredményeképpen jelent meg hatszáz oldalas Firenze-kötete. Angolul, németül, franciául, olaszul, latinul is tudott.

## Oktatói tevékenysége
Három éven át oktatott a Budapesti Műszaki Egyetem posztgraduális képzésén festékgyártási technológiát.

## Bejegyzett szabadalmai, újításai
Az állami vegyiparban végzett munkássága során számos, feltaláló társakkal közös, a nyugati szaklapokból koppintott szabadalmát fogadták el az elvtársakkal egymás között.
- Éterezett lakkműgyanták előállítására (dr. Kovács Lajossal és Huisz Józseffel együtt; ügyszám: LA-512, lajstromszám: 150972), 1962
- Lakk és olajfesték kritikus pigment-térfogat koncentrációjának növelésére alkalmas pigment, illetve töltőanyag felületkezelési eljárás ( Pocsai Lászlóval, Dobos Dezsővel, Kovács Józseffel, Kobus Vilmossal együtt; ügyszám: FE-601, lajstromszám: 151999), 1963
- Eljárás térbelileg irányított molekula-szerkezetű, módosított poliészter-gyanta előállítására (Timár Jánossal, Szabó Lajossal, Lukács Lászlónével, Tóth Lászlóval, Csomor Sándorral együtt; ügyszám: BU-502, lajstromszám: 159269), 1969
- Eljárás háromkomponensű, hőre keményedő bevonóanyag előállítására (Szathmári Ferenccel, Tímár Jánossal együtt; ügyszám: BU-684, lajstromszám: 166683), 1973
- Eljárás epoxidált olajjal módositott poliésztergyanták előállítására (Szathmári Ferenccel, Timár Jánossal együtt; ügyszám: BU-754, lajstromszám: 170545), 1975
- Eljárás módositott amin-aldehid lakkműgyanták előállítására (Szathmári Ferenccel, Timár Jánossal együtt; ügyszám: BU-782 , lajstromszám: 170792 ), 1975
- Eljárás módosított poliésztergyanták előállítására (Szathmári Ferenccel, Timár Jánossal együtt; ügyszám: BU-792, lajstromszám: 170793), 1976
- Csökkentett zsugorodású, önterülő födémfelület-kiegyenlítő szárazhabarcs, valamint eljárás annak előállítására (Korb Imrével, Pásztor Gyulával, Valtinyi Dániellel együtt; ügyszám: 823/80, lajstromszám: 185376), 1980
- Eljárás terméskő és más építőanyag szilárdításos konzerválására, fagyállóságának növelésére és kőpótlások készítésére (dr. Kollár Györggyel és dr. Zádor Mihállyal együtt; ügyszám: 463/85, lajstromszám: 205179), 1985

## Díjai, elismerései
- 1955. Újítói oklevél
- 1961. Nehézipar Kiváló dolgozója kitüntetés
- 1986. Kiváló feltaláló Arany fokozat

## Főbb publikációi

### Kötetekben

#### Szakirányú publikációk, szerkesztések, lektorálások
- Feuer István: Lakk és festékgyártási műveletek és berendezések, Budapesti Műszaki Egyetem, Mérnök Továbbképző Intézet kiadványa, 1967
- Lakk- és festékzsebkönyv (lektor), bővített kiadás, Műszaki Könyvkiadó, 1962
- Üzemi vegyészek zsebkönyve (társszerző), 1962
- Lakfesték katalógus (szerkesztő, lektor), 1966
- Feuer István: Lakk és festékgyártási műveletek és berendezések (BME jegyzet), Tankönyvkiadó Vállalat, Budapest, 1967
- Lakk- és festékzsebkönyv (társszerző), bővített kiadás, Műszaki Könyvkiadó, 1972
- Lakk és festék műszaki katalógus (szerkesztette: Feuer István és Häckl J. Vilmos), Budalakk Festék- és Műgyantagyár, Budapest, 1972
- Lakk- és festékzsebkönyv (társszerző), bővített kiadás, Műszaki Könyvkiadó, 1982
- Feuer István - Jákó Klára: Falfestékek - homlokzatfesték (társszerző, társszerkesztő), Budalakk műszaki sorozat 9., 1. és 2. átdolgozott kiadás, Budapest, 1978/1987
- Feuer István: Nyílászárók festése, Budalakk műszaki sorozat, Budapest, 1984
- Feuer István: Műemlékvédelem festéssel, Trilak Haering Festékgyár, Budapest, 1996

#### Művészettörténeti publikáció
- Feuer István: A csodálatos Firenze. Firenze történelme és műemlékei (1. és 2., bővített kiadás), Hungarovox Kiadó, Budapest, 2015, 2017

### Folyóiratokban
- Lakkfestékek az iparban, in: Természettudományos Közlöny, 1959
- Lakkipari műgyanták, in: Magyar Kémikusok Lapja, 1962
- Magyar ország lakkfestékipara, in: Pitture e Vernici, 1963
- A lakkfestékipar fejlődési irányai, in: Magyar Kémikusok Lapja, 1965/1
- A hazai lakkipar húsz esztendeje, in: Magyar Kémikusok Lapja, 1965/4
- New trends in paint technology, in: Paint Technology, 1966